# Stanislav Libenský
Stanislav Libenský (ur. 27 marca 1921 w Sezemicach, zm. 24 lutego 2002 w Železným Brodzie) – czeski artysta w szkle, twórca szkła artystycznego oraz projektant szkła użytkowego, pedagog, uznawany za jednego z najbardziej znaczących twórców w dziedzinie europejskiego szkła artystycznego drugiej połowy XX wieku. Od 1954 tworzył w duecie artystycznym z żoną Jaroslavą Brychtovą.

## Życiorys i twórczość

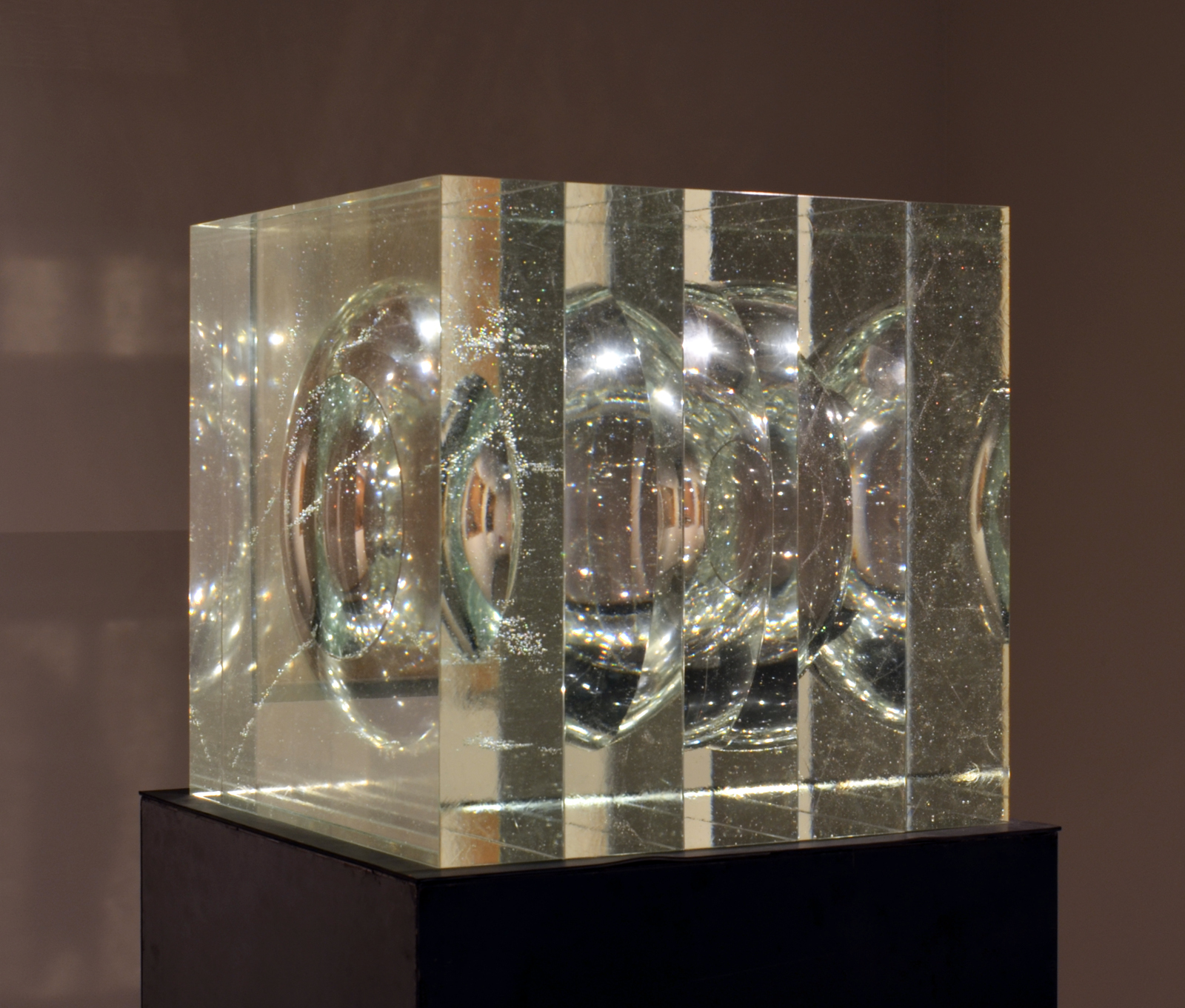
Praca Libenskiego i Brychtovej z 1990.

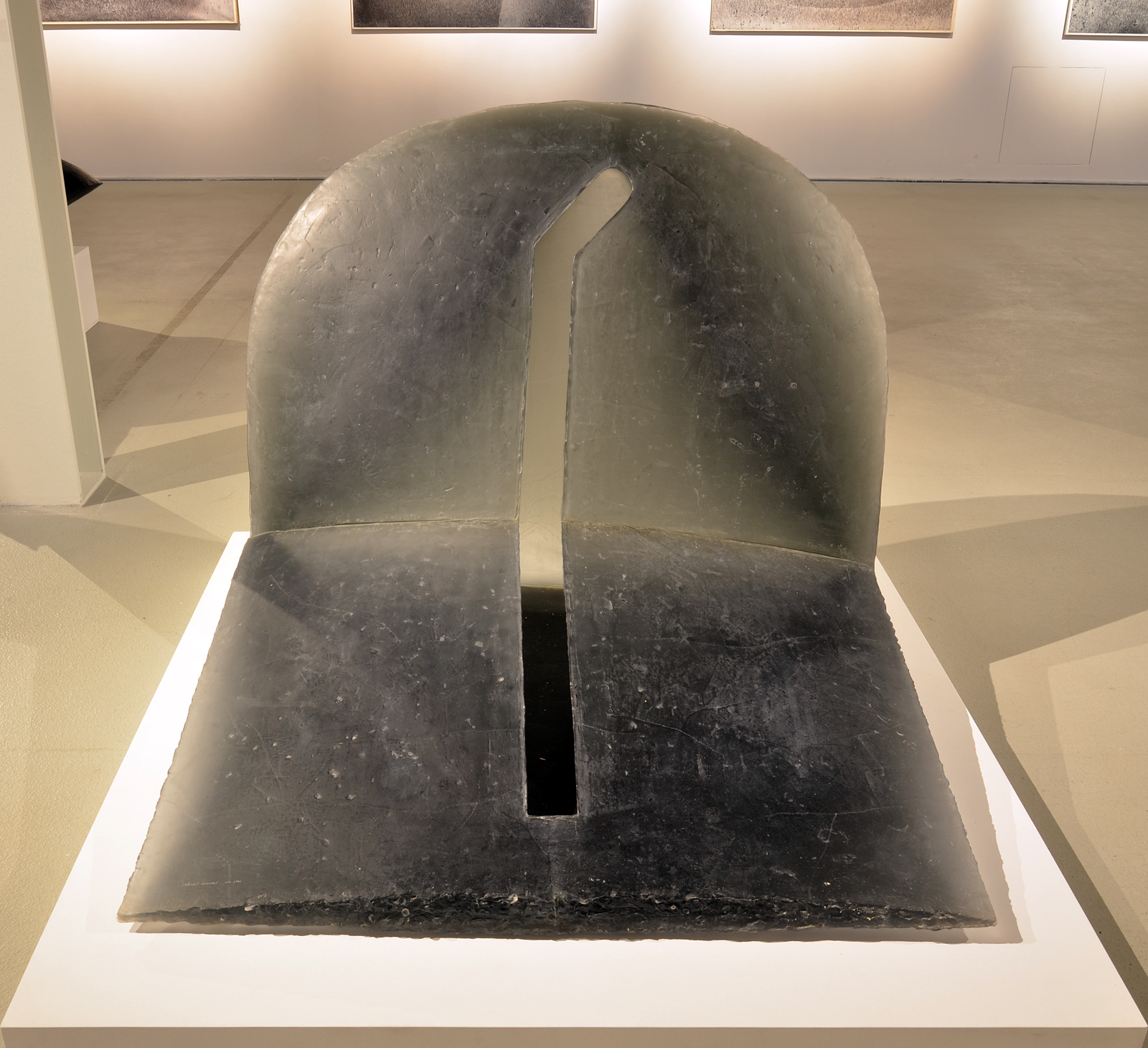
Praca Libenskiego i Brychtovej z 2001/2002.

Stanislav Libenský urodził się w rodzinie kowala we wsi Sezemice, w pobliżu miejscowości Mnichovo Hradiště w Czechosłowacji. Ponieważ wykazywał talent artystyczny, w 1937 został zapisany do najbliższej szkoły artystycznej, którą była ponadpodstawowa szklarska szkoła artystyczno-przemysłowa (Střední uměleckoprůmyslová škola sklářská) w Novým Borze. Rok później przeszedł do analogicznie profilowanej szkoły artystyczno-przemysłowej w Železným Brodzie, gdzie uczył się do 1939. Kolejnym etapem edukacji były studia w Wyższej Szkole Artystyczno-Przemysłowej w Pradze (ówcześnie UMPRUM) u prof. Jaroslava Holečka (1939–1944), które uzupełnił w latach 1949–1950, uzyskując absolutorium w pracowni malarstwa, rysunku i szkła u prof. Josefa Kaplickiego (szkoła nosiła już wówczas miano Vysoká škola uměleckoprůmyslová v Praze, VŠUP).
Już w 1945 Libenský zaczął uczyć w swojej dawnej szkole w Novým Borze, gdzie był odpowiedzialny za naukę malowania na szkle i jego trawienia. Kiedy w latach 50. rząd czechosłowacki rozwiązał wydziały artystyczne szkoły w Novým Borze, w ramach ukierunkowywania edukacji na potrzeby przemysłu ciężkiego, Libenský został zatrudniony na stanowisku dyrektora w kolejnej swojej dawnej szkole – w Železným Brodzie. Pełnił tę funkcję od 1954 do 1963.
W 1963 Libenský zwyciężył w konkursie na stanowisko kierownika pracowni szkła na VŠUP, wakujące po śmierci Kaplickiego w 1962. Sprawował je do 1987, kiedy to w wyniku nacisku władz został zmuszony do przejścia na emeryturę, a stanowisko objął Jaroslav Svoboda. Podczas swojej ponad czterdziestoletniej działalności pedagogicznej w trzech szkołach związanych z wytwórczością szklarską Libenský kształcił dwa pokolenia czeskich artystów i pedagogów parających się tą dziedziną sztuki. Należeli do nich m.in. Pavel Ježek, Vladimír Klein, Pavel Werner, František Janák, Pavel Trnka, Jiří Šuhájek. W 2002 macierzysta uczelnia przyznała Stanislavowi Libenskiemu jedyny w swojej historii tytuł doktora honoris causa.
W 1954 poznał swoją przyszłą małżonkę Jaroslavę Brychtovą, z którą rozpoczął współpracę artystyczną. W centrum zainteresowania pary znajdowały się szklane rzeźby oraz szkło architektoniczne. Stosowali technikę zatapiania szkła w formach. W 1958 na Wystawie Światowej EXPO w Brukseli artyści zaprezentowali odlewane, osadzone w ścianie tzw. kamienie zoomorficzne, inspirowane malowidłami naskalnymi z Lascaux i Altamiry, które przyniosły im nagrodę Grand Prix. W drugiej połowie lat 60. XX w. wpisali się w rodzący się w Czechosłowacji trend na szklane rzeźby ze szkła szlifowanego, wykorzystujące efekty optyczne. Okres ten w twórczości pary nosi nazwę okresu kryształowego. Jego flagowym przykładem jest Kula w sześcianie (1970), przedstawiająca powtarzający się motyw w zgeometryzowanych rzeźbach pary – zatopioną w pryzmacie kulę. Apogeum okresu kryształowego przypadło na początek lat 80. Rzeźby okresu kryształowego wykonane są w szkle bezbarwnym, kolor pojawia się jako czynnik w twórczości pary w pierwszej połowie lat 80. Swoje prace prezentowali m.in. na wystawach światowych EXPO 1967 w Montrealu (odlewane, również wieloelementowe szklane rzeźby znaczących rozmiarów) oraz EXPO 1970 w Osace (22-metrowa Rzeka życia, nawiązująca do okupacji Czechosłowacji). Artyści wykorzystywali również odlewanie szkła w formach, co pozwalało uzyskiwać dzieła dużych rozmiarów, a zarazem o wysokiej przejrzystości, współgrające z architekturą budynków. W latach 80. byli wiodącymi postaciami w zakresie stosowania tej techniki.

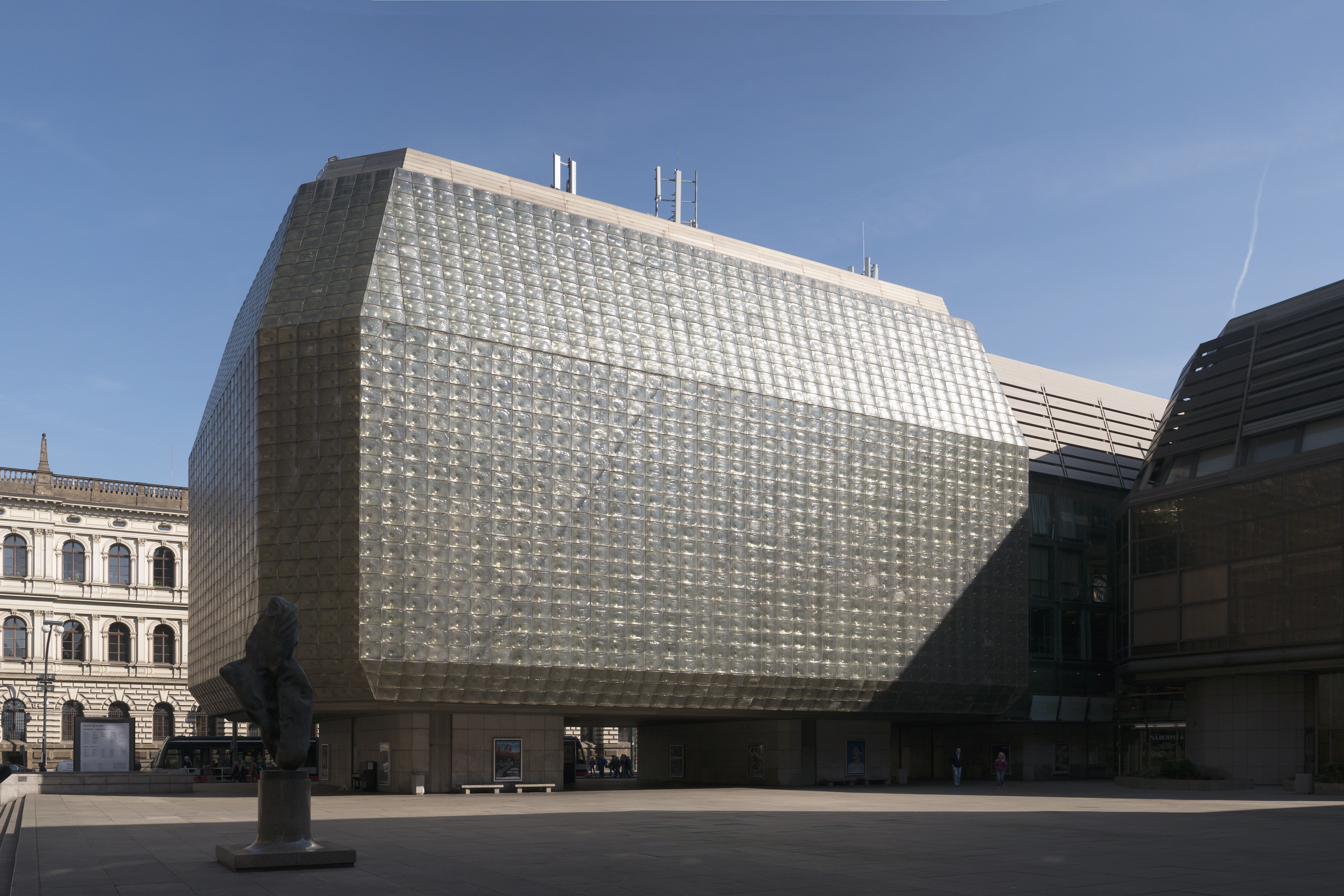
Budynek Nowej Sceny Teatru Narodowego w Pradze.

W zakresie szkła architektonicznego Libenský i Brychtová są autorami m.in. witraży do kaplicy św. Wacława w praskiej katedrze św. Wita (1964–1968). Z 1987 pochodzi projekt na okna w gotyckiej kaplicy w Horšovskim Týnie, zaś z 1990 – szklana ściana osadzona w ratuszu staromiejskim w Pradze. Dla architektury współczesnej para wykonała m.in. reliefy do hallu wejściowego muzeum szkła w Corning i osadzone na konstrukcji nośnej budynku nadajnika i hotelu na Ještědzie odlane w formie szklane kule, kojarzące się z rojem meteorów (1973–1975). Libenský uczestniczył również w budowie Nowej Sceny Teatru Narodowego w Pradze, dla której wykonał unikatową, reliefową szklaną fasadę oraz szklane elementy wyposażenia wnętrza (1982–1983).

## Nagrody

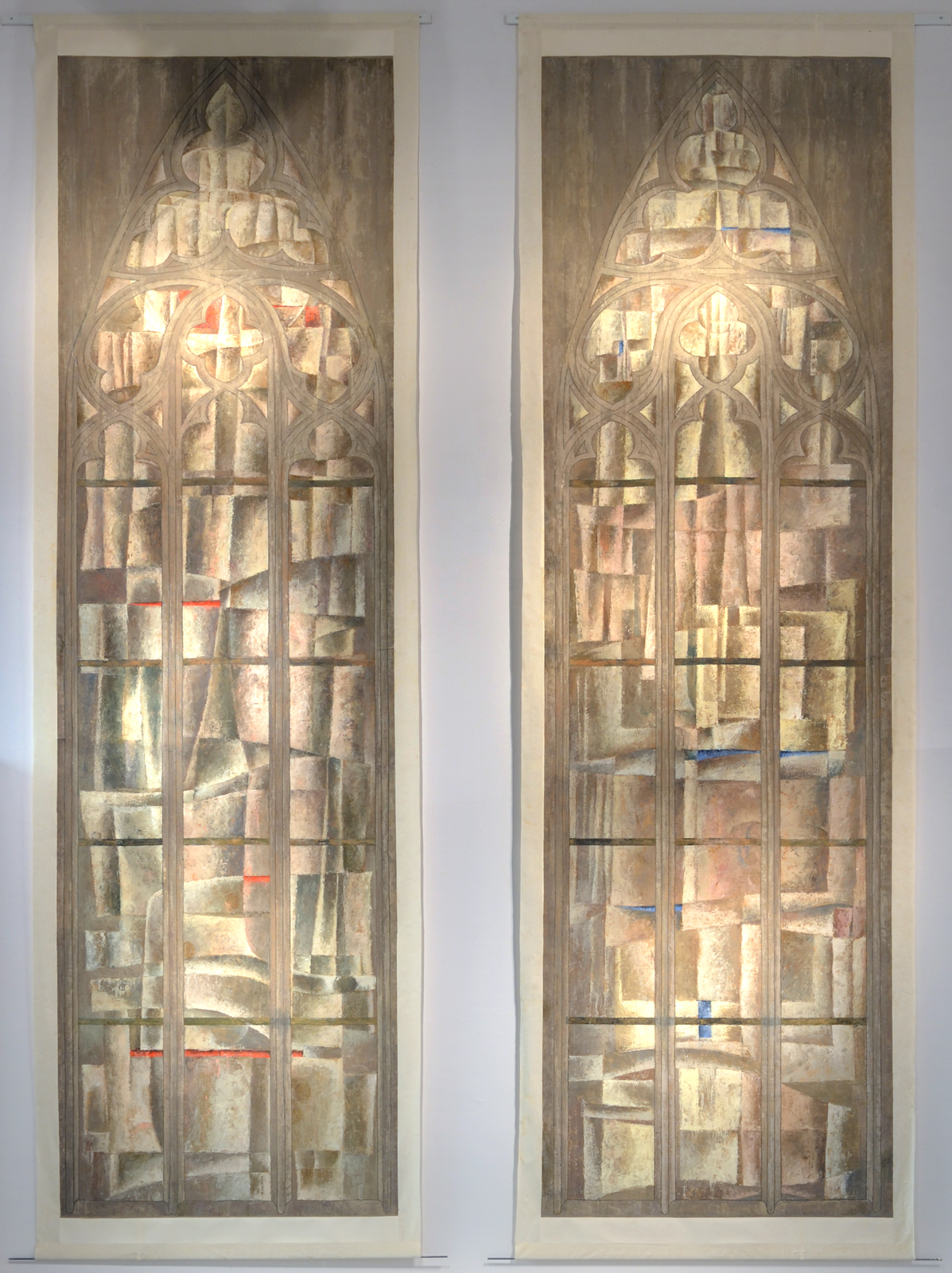
Projekt witraży do katedry św. Wita, 1964 r.

- 1958 – Grand Prix na EXPO 1958 w Brukseli (wspólnie z J. Brychtovą)[13]
- 1969 – Bayerische Staatpreise[1]
- 1975 – nagroda Herdera Uniwersytetu w Wiedniu[13]
- 1989 – tytuł Kawalera Orderu Sztuki i Literatury, Paryż[13]
- 1994 – doktor honoris causa The Royal College of Art w Londynie[1]
- 1995 – Bayerische Staatpreise[1]
- 1999 – doktor honoris causa The University of Sunderland[1]
- 2000 – doktor honoris causa Rhode Island School of Design[1]
- 2002 – doktor honoris causa Wyższej Szkoły Artystyczno-Przemysłowej w Pradze[13]

## Nagroda Stanislava Libenskiego
Od 2009 z inicjatywy Jaroslavy Brychtovej przyznawana jest Cena Stanislava Libenského (The Stanislav Libensky Award). Jest to coroczny międzynarodowy, połączony z konkursem przegląd prac dyplomowych absolwentów uczelni ukierunkowanych na szkło artystyczne. Przedsięwzięciem od strony realizacyjnej zajmuje się Pražská galerie českého skla (Praska Galeria Czeskiego Szkła).